# سورين يوهانسون
سورين يوهانسون هو لاعب هوكي الجليد سويدي، ولد في 11 يوليو 1954.

## وصلات خارجية
- سورين يوهانسون على موقع EliteProspects.com (الإنجليزية)
- سورين يوهانسون على موقع HockeyDB.com (الإنجليزية)